# La Puente
La Puente è una città della Contea di Los Angeles, in California (Stati Uniti).